# Finn Rosengren
Finn Rosengren, född 9 mars 1946, svensk dirigent, från och med 1978 kapellmästare vid Stora Teatern i Göteborg – därefter vid Göteborgsoperan. Han var en av dirigenterna av musikaloperan Kristina från Duvemåla.
Han var initiativtagare till återbildandet av Göteborgs Ungdomsorkester 1965 och var verksam som dirigent inom föreningen fram till 2003. Finn Rosengren har även gjort sig känd för sitt stora engagemang för musik av svenska tonsättare från olika perioder, exempelvis Alfvén och Stenhammar.
Finn Rosengren studerade efter studentexamen musikvetenskap vid Göteborgs universitet och senare slagverk vid Musikhögskolan i Göteborg. Dirigering studerade han för Georg von Knorring, Styrbjörn Lindedal och Poul Jörgensen.
Finn Rosengren har erhållit honnörsstipendium av Göteborgs kulturnämnd 1995 och av kulturnämnden i Västra Götaland 2003. Han tilldelades 1998 Kungliga Musikaliska Akademiens pedagogpris.